# Саскачеван Рафрайдерс
«Саскачеван Рафра́йдерс» (англ. Saskatchewan Roughriders) — професійна команда з канадського футболу заснована у 1910 в місті Реджайна в провінції Саскачеван. Команда — член Західного дивізіону, Канадської Футбольної ліги.
Домашнім полем для «Рафрайдерс» є стадіон «Мозаіка» на Тейлор-філд.

## Історія
Команду засновано під назвою «Реджайна Регбі-клаб» (англ. Regina Rugby Club) у 1910 році. У 1924 році назву змінено на «Реджайна Рафрайдерс» (англ. Regina Roughriders). У 1948 році назву знову змінено на «Саскачеван Рафрайдерс» (англ. Saskatchewan Roughriders) — i кольори команди змінили звід червоно-чорний на зелено-білий.

## Статистика

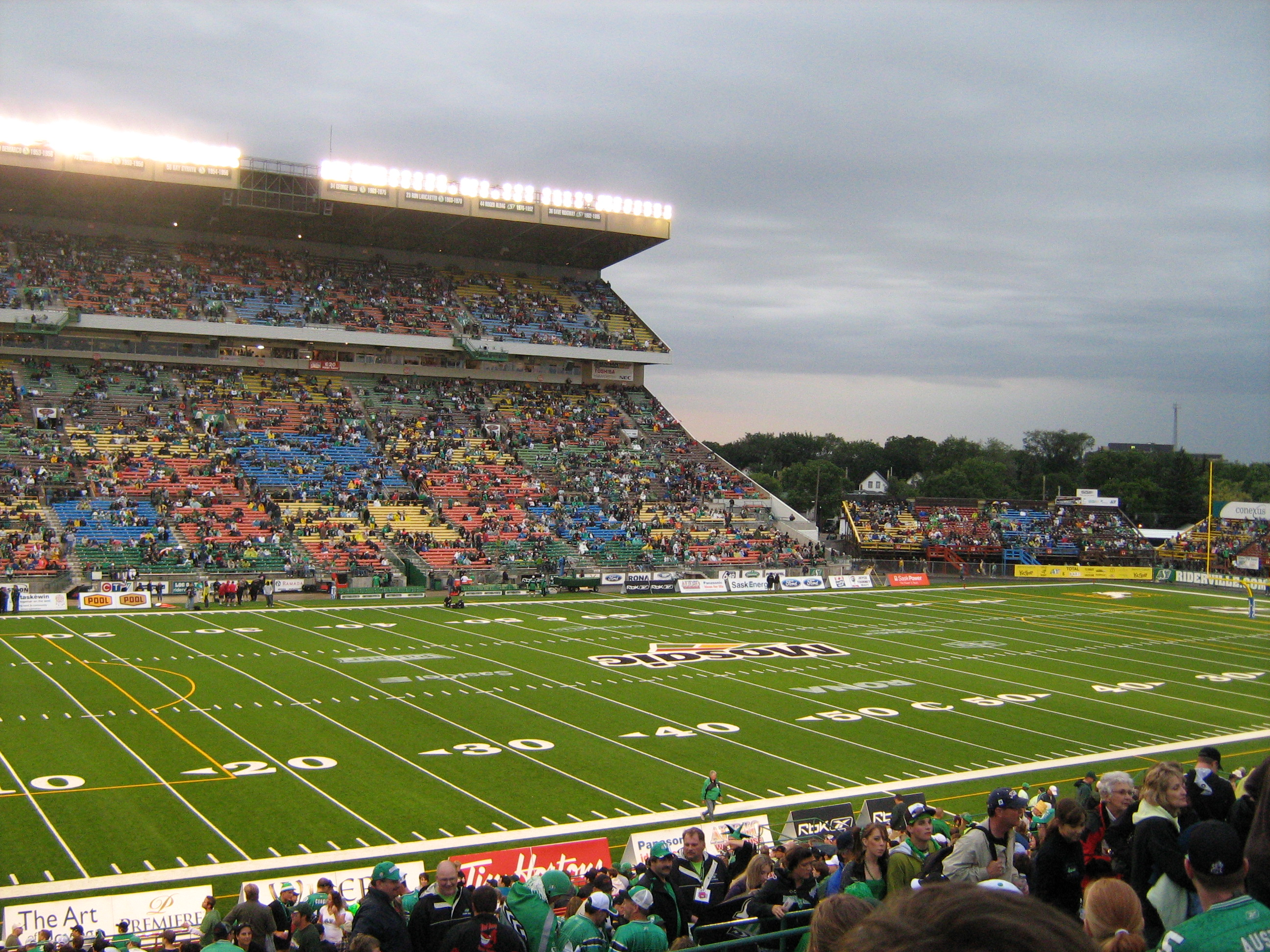
«Мозаїк Стедіум»

Чемпіонат — Західний Дивізон 6 — 1951, 1966, 1968, 1969, 1970, 1976, 2009
Змагання за Ґрей-кап: 17; — 1923 (програли), 1928 (програли), 1929 (програли), 1930 (програли), 1931 (програли), 1932 (програли), 1934 (програли), 1951 (програли), 1966 (виграли), 1967 (програли), 1969 (програли), 1972 (програли), 1976 (програли), 1989 (виграли), 1997 (програли), 2007 (виграли), i 2009 (програли)
 Перемоги Ґрей-кап:: 3 — 1966, 1989, 2007, 2013